# 개리 오언

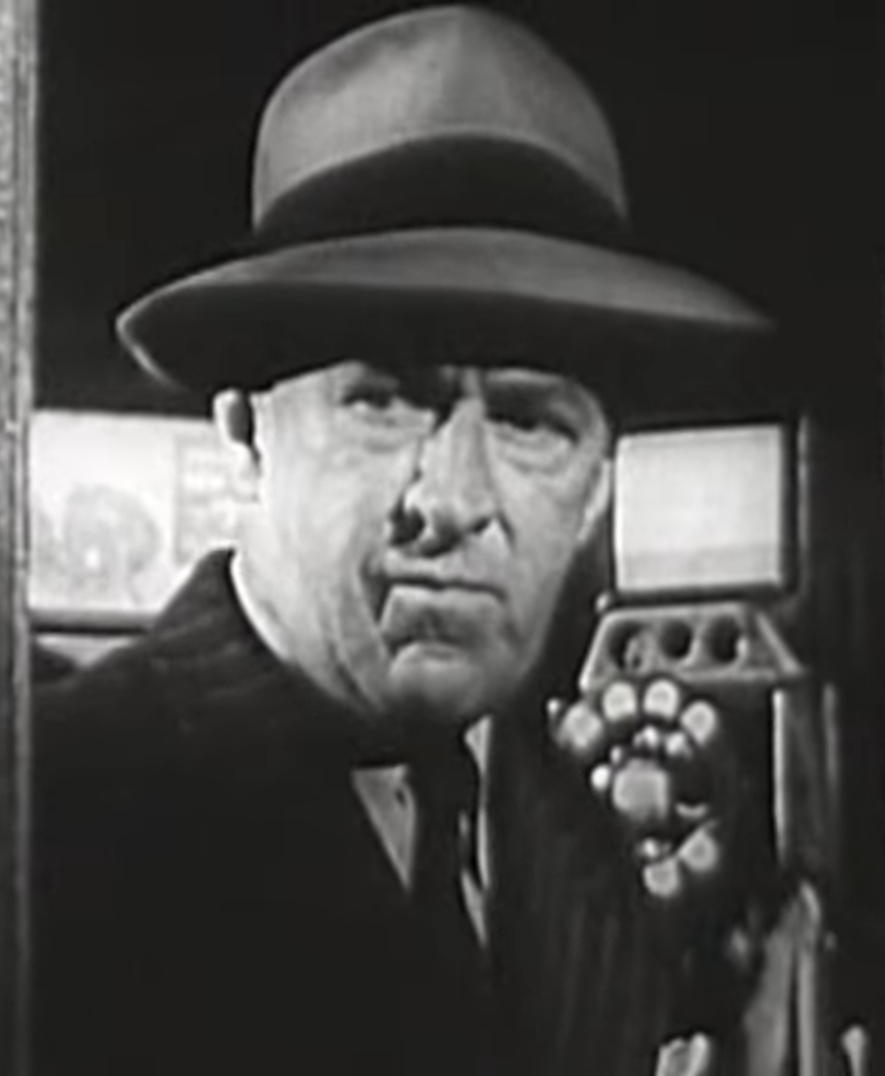

개리 오언(Garry Owen, 1902년 2월 18일 ~ 1951년 6월 1일)은 미국의 배우이다.
미시시피주 브룩헤이븐 출신. 할리우드에서 사망하였다.

## 영화
- 브로드웨이로 가는 두 장의 티켓 (1951년)
- 라이딩 하이 (1950년)
- 키스 포 코리스 (1949년)
- 어 소던 양키 (1948년)
- 외딴 섬에서 당신과 함께 (1948년)
- 스테이트 오브 더 유니온 (1948년)
- 살인 전화 (1948년)
- 마이 페이버릿 브뤼넷 (1947년)
- 스웰 가이 (1946년)
- 더 미싱 레이디 (1946년)
- 노 리브, 노 러브 (1946년)
- 포스트맨은 벨을 두 번 울린다 (1946년)
- 검은 거울 (1946년)
- 폴린 엔젤 (1945년)
- 닻을 올리고 (1945년)
- 애보트와 코스텔로 (1945년) - 디렉터스 어시스턴트 역
- 밀드레드 피어스 (1945년)
- 썸딩 포 더 보이즈 (1944년)
- 위험한 이웃 (1943년)
- 성조기의 행진 (1942년)
- 유윌 네버 겟 리치 (1941년)
- 하이 시에라 (1941년)
- 바보의 기쁨 (1939년)
- 알래스카의 정열 (1938년)
- 더블 오어 노씽 (1937년)
- 실링 제로 (1936년)
- 그림자 없는 남자 (1934년)
- 더 프라이즈파이터 앤 더 레이디 (1933년)
- 홀드 유어 맨 (1933년)